# Isabel Cooper-Oakley
Harriet Isabella (Isabel) Cooper-Oakley, Amritsar, India, 31 januari 1854 – Boedapest, Hongarije, 3 maart 1914, was een prominent theosofe en schrijfster. Ze schreef onder meer over de Graaf van Saint-Germain, vrijmetselarij en tempeliers.
Isabel werd 31 januari 1854 in Amritsar in India geboren als dochter van Frederic Henri Cooper en zijn vrouw Mary (geboren Steel). Ze kreeg een goede opleiding, want haar vader geloofde in goede scholing voor vrouwen.
Toen ze drieëntwintig jaar was kreeg ze een zwaar ongeluk, waardoor ze twee jaar niet kon lopen. Gedurende die tijd ging ze meer lezen. Ze vervolgde haar studie aan het Girton College in Cambridge en op de universiteit ontmoette ze haar latere echtgenoot Alfred John Oakley. Na hun huwelijk veranderden ze beiden hun achternaam in Cooper-Oakley. 
Alfred verbleef een aantal jaren in Adyar in India, als assistent van Henry Steel Olcott. Hij werd aangesteld aan de Universiteit van Madras (Chennai).
Eind jaren negentig van de 19e eeuw werd George Mead haar zwager toen hij haar zuster Laura Cooper, ook een prominent theosofe, huwde.
Isabel Cooper-Oakley stierf op 3 maart 1914 in Boedapest, Hongarije.

## Werken
- Count of Saint-Germain
- The Count of St. Germain: Mystic and Philosopher
- The Troubadours and Freemasonry
- The Traditions of the Knights Templar Received in Masonry
- Mystical Traditions
- Studies in the "secret doctrine"
- Samkhya and Yoga Philosophy

- Gemeinsame Normdatei: 1089269455
- International Standard Name Identifier: 0000 0000 8128 5087
- Library of Congress Control Number: no96036659
- Nationale Bibliotheek van Israël: 987007337115805171
- Nederlandse Thesaurus van Auteursnamen: 072945184
- Istituto Centrale per il Catalogo Unico: VEAV045911
- SNAC: w6gc2pv6
- Système universitaire de documentation: 057476144
- Virtual International Authority File: 49598353
- WorldCat: E39PBJbH4bvMq78Jyr9dbKCqQq